# 루마니아의 국기

비율: 2:3

루마니아의 국기인 트레이 쿨로리(루마니아어: Trei culori)는 파랑, 노랑, 빨강이 같은 폭으로 되어 있는 삼색기이다.
1861년 당시에는 국기가 빨강-노랑-파랑으로 가로 순으로 배치되어 있었다. 그러나 왕국이 세워진 후인 1877년에 지금과 같은 형태가 세워졌다. 1947년 공산주의 정권이 들어서면서 공산주의를 상징하는 문장이 추가되었으나 1989년 루마니아 혁명 이후에 문장을 삭제하고 지금과 같은 모습으로 다시 정식으로 채택되었다. 이 깃발은 옛날의 몰다비아(파랑), 왈라키아(노랑), 트란실바니아(빨강)의 통합을 상징한다.

## 규격과 색상
루마니아의 국기 규격과 색상은 다음과 같다.

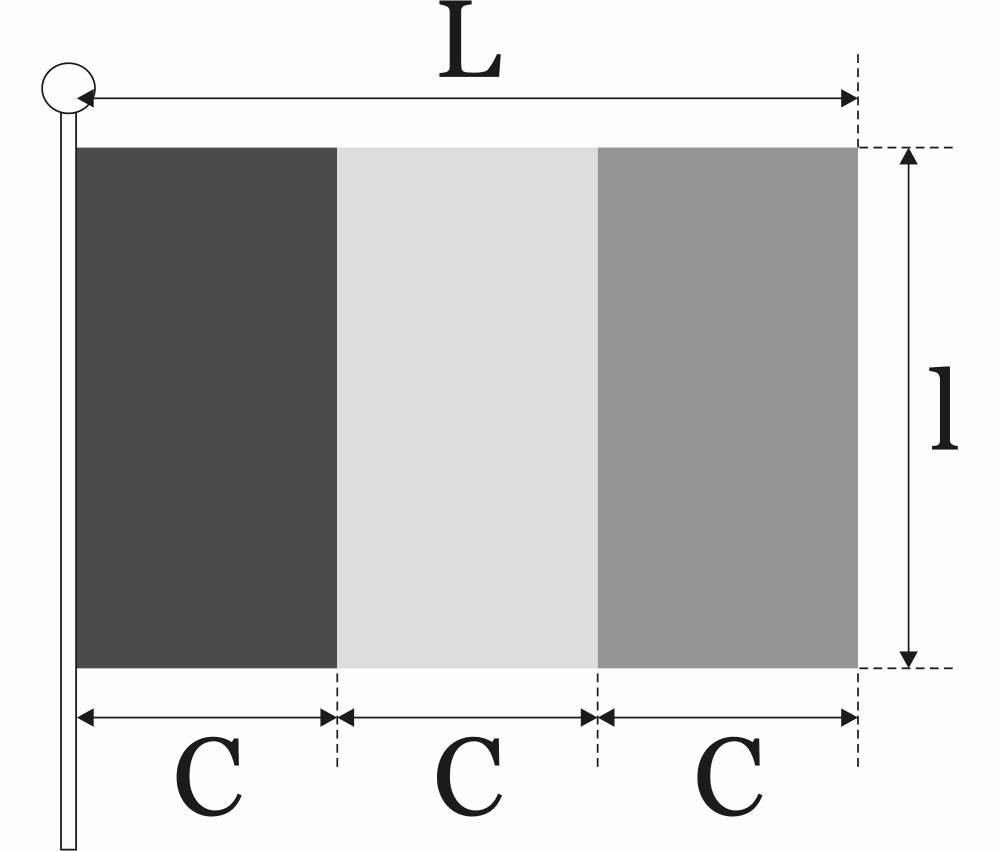
루마니아의 국기 규격

| 색상 | 파랑               | 노랑                 | 빨강                |
| ---- | ------------------ | -------------------- | ------------------- |
| 팬톤 | 280 C              | 116 C                | 186 C               |
| RGB  | 0–43–127 (#002B7F) | 252–209–22 (#FCD116) | 206–17–38 (#CE1126) |

## 그 외의 국기

루마니아의 대통령기
루마니아의 해군기

## 역대 루마니아의 국기

몰다비아 공국의 국기 (1346년 - 1859년)[출처 필요]
왈라키아 공국의 국기 (1351년 - 1859년)[출처 필요]
트란실바니아 공국의 국기 (1570년 - 1711년)
1848년 왈라키아 공국 혁명 당시의 기
몰다비아 왈라키아 연합공국 (1859 - 1862)[출처 필요]
몰다비아 왈라키아 연합공국 (1862 - 1866)
1948년 루마니아 인민 공화국의 처음 구상된 기
루마니아 인민 공화국 (1948 - 1952)
루마니아 인민 공화국 (1952 - 1965)
루마니아 사회주의 공화국 (1965 - 1989)
1989년 루마니아 혁명 당시 시민들이 쓰던 기 (루마니아 사회주의 공화국 국기에서 국장을 도려낸 것이다)

## 비슷한 국기
루마니아의 국기는 아프리카 차드의 국기와 파란색의 명도 차이외에는 똑같다.(차드 국기의 파란 색이 더 진함) 공산주의 시대에는 루마니아 국기의 중앙에 문장이 있어 구별되었으나, 이후에 공산주의 문장을 제거하면서 현재의 모습이 되었다. 또 몰도바의 국기와 안도라의 국기와는 색조, 문장, 국기 비율의 차이만이 있을 뿐이다.
몰도바는 1918년에 대루마니아로 통합되었으나, 1924년 소비에트 연방에 병합되었다. 몰도바 소비에트 사회주의 공화국은 현재 몰도바의 미승인 국가 지역인 트란스니스트리아의 기와 유사한 빨강, 초록, 빨강의 기에 소비에트 문장을 추가한 것을 사용하다가 1991년 8월 27일 독립하면서 루마니아의 국기에 몰도바의 문장을 넣은 국기를 채택하였다.

루마니아의 국기
차드의 국기
몰도바의 국기
안도라의 국기

## 기타
국기는 아니지만, 창가학회의 삼색기 또한 루마니아의 국기와 비슷하다. 창가학회의 삼색기는 1년 앞선 1988년에 제작되었다.

## 같이 보기
- 루마니아의 국장